# Zapotitlán Tablas
Zapotitlán Tablas è un comune del Messico, situato nello stato di Guerrero.